# Нарма (Рязанская область)
Нарма — село Нарминского сельского поселения в Ермишинском районе Рязанской области России.

## История
В селе две церкви: 1-я Николаевская, построена в 1806 г.; 2-я Богоявленская, построена в 1856 г. Обе церкви деревянные, с такими же колокольнями, крепки. 1-я покрыта железом, 2-я тёсом. Престолов в 1-й церкви два: в настоящей, холодной, во имя Святителя и Чудотворца Николая; в приделе, устроенном над трапезою настоящей церкви, холодном же, во имя Воздвижения Креста Господня; во 2-й тёплой престол один во имя Богоявления Господня (Клировая ведомость с. Нармы за 1856, 1862 гг.  ГАРО Ф.627 оп.240 дд.6, 9).
В примечаниях к карте в обмерах 1818 года за №70 по генеральному плану сделана следующая запись:«Саватма село с сельцом Нармою и деревнями Александровкой и Степановкой генерал-майорши Марии Степановны Татищевой (Ржевской)». 
Часть села Саватма, село Нарма с деревней Александровской, сенные покосы при обмере в 1839 году записаны за Павлом Александровичем Мухановым.
В 1862 году число дворов — 36. Число жителей: мужского пола — 184, женского пола — 140.
В 1884 году на карте Елатомского уезда наименование наименуется как Нарма и указывается как село с церковью.
Церковь Николая Чудотворца, зданием каменная, тёплая. Заложена 08.07.1880 г. и окончена в 1888 г. на доброхотные пожертвования и сторонних благотворителях. При ней таковая  же колокольня. Обе зданием крепки  и покрыты железом. Престолов в ней три: один освящен 13.09.1888 г. во имя Воздвижения Честного и Животворящего Креста Господня; другой — того же года 15.09. во имя Святителя и Чудотворца Николая и третий 01.08.1894 г. во имя Казанской божией матери (Клировая ведомость с. Нармы за 1901, 1911 гг.  ГАРО Ф.627 оп.240 дд.46, 56). После освящения престолов, деревянные церкви 1806 и 1856 гг. были разобраны.
.В XIX веке на территории села стояла как минимум одна мельница и конюшня местной фамилии Мирионковых (конфисковано при раскулачивании).
В 1914 году число жителей: мужского пола — 413, женского пола — 431.
До 1923 года посёлок входил в состав Савватемской волости Елатомского уезда Тамбовской губернии.

## Достопримечательности
Церковь Покрова Пресвятой Богородицы (1851 год)

## Население
| 1982 | 1989 | 2004 | 2010 | 2011 | 2023 |
| ---- | ---- | ---- | ---- | ---- | ---- |
| 720  | ↘463 | ↘330 | ↘237 | →237 | ↘184 |